# マウナロア観測所

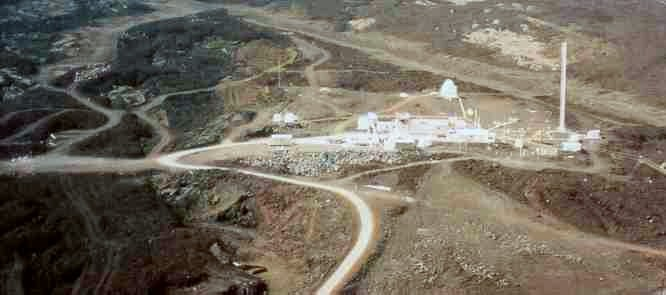
上空からの写真

マウナロア観測所（マウナロアかんそくじょ、Mauna Loa Observatory、MLO）とは、ハワイ島、マウナ・ロア山に位置するアメリカ合衆国の気象観測所。局所的な大気変動の影響を受けにくい高い標高を生かして、温室効果ガスなどの変化を長期的に観測している。

## 概要
1957年より継続的に MLO は大気変化に関するデータを測定・収集してきた。特に二酸化炭素濃度の長期的な計測は有名であり、そのグラフはキーリング曲線と呼ばれる。
この観測所はアメリカ海洋大気庁の一部であるアメリカ海洋大気庁気候監視・診断研究所（w:Climate Monitoring and Diagnostics Laboratory ）の管轄下にある。
MLO で測定された最新の二酸化炭素濃度のデータはウェブサイト上で見ることができる。

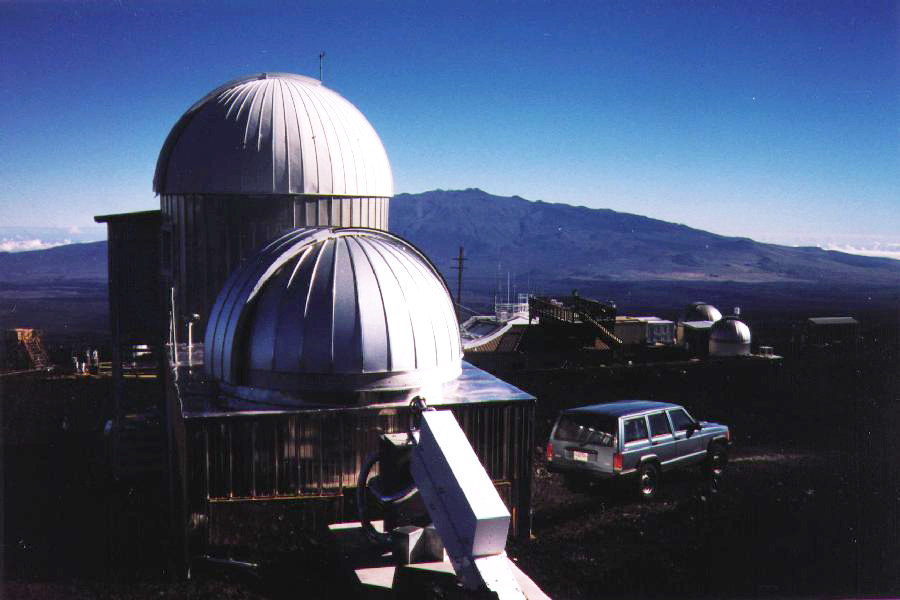
太陽センサー

MLOは五つの場所で活動している。主要な施設はマウナ・ロア山北斜面の標高3397mのところにある（北緯19度32分10秒 西経155度34分34秒 / 北緯19.53611度 西経155.57611度座標: 北緯19度32分10秒 西経155度34分34秒 / 北緯19.53611度 西経155.57611度）。
マウナロア太陽観測所（w:Mauna Loa Solar Observatory）もこの場所を共有している。管理やデータ処理はヒロにあるオフィスで行われている。
Kulani Maukaでは降雨を観測し、ハワイ島の最東端に位置するCape Kumukahiではサンプル収集を行っている。旧ヒロ空港では成層圏のオゾンを測定するために毎週観測気球を放っている。
なお、マイクロ波背景輻射非等方性観測アレイ (w:AMIBA)も隣接した場所にある。

マウナロア観測所で計測された大気中の二酸化炭素濃度のグラフ（キーリング曲線）

マウナ・ロア山は当初から、CO2を観測する場所として選ばれた。太平洋の中央という孤立した場所に位置し、火山起源の汚染が検知・除去される限り、大気が十分に澄んでいたからである。すでに軍によって頂上までの道が敷設されていることもあってMLOは建設された。
地球温暖化を否定するドナルド・トランプ大統領は観測所の閉鎖を求めている。